# LFG V 61
Die LFG V 61 war ein Schwimmerflugzeug, das in den 1920er Jahren bei der Luftfahrzeug-Gesellschaft in Stralsund entwickelt und als Einzelstück produziert wurde.

## Entwicklung

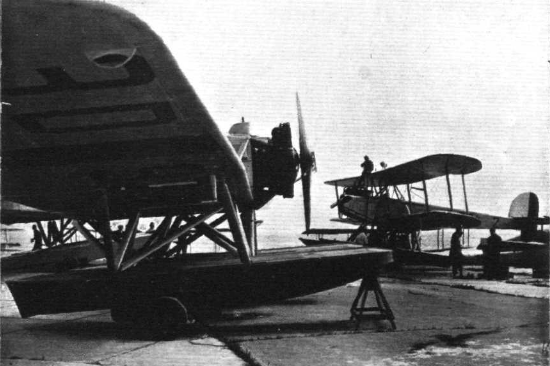
V 61 (im Vordergrund) und V 60 während des Seeflug-Wettbewerbs im Juli 1926

Die V 61 wurde nach einer im Februar 1926 vom Deutschen Luftsport-Verband herausgegebenen Ausschreibung für den für Juli des Jahres geplanten Deutschen Seeflug-Wettbewerb (DSW) entwickelt. Als Ausgangsmuster des von Karl Theiss konstruierten Musters diente das im Vorjahr erschienene komfortable Reiseflugzeug V 59, das ebenfalls von Theiss entworfen wurde. Die V 61 war bis auf geringfügige Abweichungen mit ihrer Vorgängerin identisch und unterschied sich nur durch die Nutzung eines leistungsstärkeren Jupiter-Sternmotors statt des bei der V 59 verwendeten BMW-IV-Reihenmotors. Es wurde nur ein Exemplar gebaut, das die Zulassung D–925 erhielt. Ursprünglich waren die beiden einzigen gebauten V 59 für den Wettbewerb vorgesehen gewesen, doch an ihrer Stelle meldete die LFG dem Veranstalter nun die Teilnahme der V 61 sowie des zeitgleich mit ihr entwickelten Musters V 60.
Der Wettbewerb fand in Warnemünde statt und begann am 12. Juli 1926 mit dem Wiegen der Flugzeuge und der Durchführung einiger Messflüge. Am 24. Juli führten die zehn startfähigen Teilnehmer einen Streckenflug nach Norderney durch. Die V 61 landete auf dieser Etappe abgeschlagen erst über zwei Stunden nach dem Tagessieger, einer HE 5. Auch beim Rückflug nach Warnemünde am nächsten Tag konnte kein vorderer Platz belegt werden. Insgesamt belief sich die zurückgelegte Strecke auf 984 km. Auch die folgenden Flüge verliefen für die aus dem Piloten von Reppert und zwei weiteren Personen bestehende Besatzung der V 61 nicht erfolgreich, im Gegenteil. Auf einem Rückflug nach Warnemünde am 28. Juli war von Reppert aufgrund von Regenschauern und schlechter Sicht gezwungen, dicht über der Ostsee zu fliegen. Bei Misdroy wurde das Flugzeug gegen 11:00 Uhr von einer Fallbö nach unten gedrückt und schlug auf dem Wasser auf. Von Reppert und seine Mitreisenden konnten zwar gerettet werden, die V 61 jedoch versank in der Ostsee. Die V 60 war schon zwei Tage zuvor bei einer Notwasserung zerstört worden, wobei der Pilot ums Leben gekommen war. Das schlechte Abschneiden der beiden LFG-Konstruktionen führte im Nachhinein zu einem Auftragstief, in dessen Folge die Stralsunder Werft der Luftfahrzeug-Gesellschaft im Oktober 1926 an die Rohrbach GmbH verkauft werden musste.

## Aufbau
Die V 61 ist ein halbfreitragender Tiefdecker in Ganzmetallbauweise mit zwei Schwimmern aus Duraluminium, die durch feste Streben mit dem Rumpf verbunden sind. I-Streben verlaufen ebenfalls von der Oberseite der inneren Tragflächen zum Rumpf. Das Flugzeug besitzt eine offene Führerkanzel, während die dahinterliegende Passagierkabine geschlossen ist. Seiten- und Höhenleitwerk sind in Normalbauweise ausgeführt, wobei die Höhenflosse an der Unterseite mit jeweils einer I-Strebe zum Rumpf hin abgestützt ist.

## Technische Daten
| Kenngröße                  | Daten                                                                                  |
| -------------------------- | -------------------------------------------------------------------------------------- |
| Besatzung                  | 1                                                                                      |
| Passagiere                 | 5                                                                                      |
| Spannweite                 | 18,90 m                                                                                |
| Länge                      | 10,70 m                                                                                |
| Höhe                       | 4,15 m                                                                                 |
| Flügelfläche               | 48,00 m²                                                                               |
| Flügelstreckung            | 7,44                                                                                   |
| Flächenbelastung           | 47,70 kg/m²                                                                            |
| Leistungsbelastung         | 7,41 kg/kW (5,45 kg/PS)                                                                |
| Masse-/Leistungsverhältnis | 6,44 kW/m² (8,75 PS/m²)                                                                |
| Rüstmasse                  | 1470 kg                                                                                |
| Nutzlast                   | 378 kg                                                                                 |
| Zuladung                   | 820 kg                                                                                 |
| Startmasse                 | 2290 kg                                                                                |
| Antrieb                    | ein luftgekühlter Neunzylinder-Viertakt-Sternmotor Bristol Jupiter mit 309 kW (420 PS) |
| Kraftstoffvolumen          | 324 kg (450 l)                                                                         |
| Verbrauch                  | 72,00 kg/h                                                                             |
| Höchstgeschwindigkeit      | 185 km/h in Bodennähe                                                                  |
| Reisegeschwindigkeit       | 160 km/h in Bodennähe                                                                  |
| Landegeschwindigkeit       | 84 km/h                                                                                |
| Steiggeschwindigkeit       | 4,20 m/s                                                                               |
| Steigzeit                  | 4 min auf 1000 m Höhe                                                                  |
| Dienstgipfelhöhe           | 4800 m                                                                                 |
| Reichweite                 | 720 km                                                                                 |
| Flugzeit                   | maximal 4,50 h                                                                         |